# Коросно
Коросно (укр. Коросно, до 2021 г. — Коросное) — село в Перемышлянской городской общине Львовского района Львовской области Украины.
Население по переписи 2001 года составляло 1026 человек. Занимает площадь 1.410 км². Почтовый индекс — 81215. Телефонный код — 3263.